# Liste der Monuments historiques in Frenelle-la-Grande
Die Liste der Monuments historiques in Frenelle-la-Grande führt die Monuments historiques in der französischen Gemeinde Frenelle-la-Grande auf.

## Liste der Immobilien
| Bezeichnung                  | Beschreibung               | Standort               | Kennzeichnung | Schutzstatus | Datum | Bild           |
| ---------------------------- | -------------------------- | ---------------------- | ------------- | ------------ | ----- | -------------- |
| Calvaire des Sept Sacrements | Wegekreuz, 16. Jahrhundert | Rue du Calvaire (Lage) | PA00107170    | Classé       | 1938  | weitere Bilder |

## Liste der Objekte
| Bezeichnung                           | Beschreibung           | Standort                            | Kennzeichnung | Schutzstatus | Datum | Bild |
| ------------------------------------- | ---------------------- | ----------------------------------- | ------------- | ------------ | ----- | ---- |
| Skulpturengruppe Unterweisung Mariens | Stein, 18. Jahrhundert | außen an der Kirche St-Léger (Lage) | PM88000371    | Classé       | 1985  |      |
| Skulptur Heiliger Leodegar            | Holz, 16. Jahrhundert  | in der Kirche St-Léger (Lage)       | PM88000370    | Classé       | 1985  |      |